# ناحیه ماته‌سالکا
ناحیهٔ ماته‌سالکا (به مجاری: Mátészalkai járás) یک ناحیه در مجارستان است که در سابولچ-ساتمار-برگ واقع شده‌است. ناحیهٔ ماته‌سالکا ۶۲۴٫۷۰ کیلومتر مربع مساحت و ۶۴٬۰۱۵ نفر جمعیت دارد.